# 세계 물 위원회
세계 물 위원회(World Water Council, 약칭 WWC)는 국제 물 정책기구로 1996년에 설립되었으며 프랑스 마르세유에 본부가 있다. 전세계 수자원의 관리를 개선하며, 물의 효율적 보전, 보호, 개발, 계획, 관리, 사용 등을 지속가능하게 하여 지구상의 모든 생물에 유익하게 함을 목적으로 한다. 매 3년마다 세계 물 포럼(World Water Forum)을 개최하며, 현재 40여 개국에서 358개 단체가 회원(2020년 2월 기준)으로 가입되어 있다. 대한민국에서는 한국수자원공사와 한국농어촌공사가 가입하였다.

## 개요

### 주요회원
주요 회원은 국제 기구, 국제관개 및 배수위원회, 국제자연보호연합(IUCN), 국제수협회(IWA), 아쿠아페드(국제민간수사업자연맹), 유엔개발계획(UNDP) 유네스코, 세계은행, 민간 부문(건설, 엔지니어링 및 제조 회사), 학술 기관, 지방 정부 및 시민 사회 단체의 조직이다.

### 임무
임무는 "최고의 의사결정 수준을 포함한 모든 수준의 중요한 물 문제에 대한 인식을 증진하고, 정치적 약속을 구축하며, 행동을 촉발하여, 환경적으로 지속 가능한 기준으로 모든 차원에서 지구상의 모든 생명체에게 유익하도록 물의 효율적인 보존, 보호, 개발, 계획, 관리 및 사용을 촉진하는 것"이다. 

### 세계 물포럼
3년마다 세계 물위원회는 주최국 당국과 긴밀히 협력하여 세계물포럼 개최를 주관한다. 이 포럼은 물 분야에서 가장 큰 국제 행사이다. 2012년 프랑스 마르세유에서 제6회 세계물포럼이 개최되었고 2015년 4월 대한민국 대구경북에서 제7회 세계물포럼이 개최되었다. 제8회 세계 물 포럼은 2018년 3월 18일부터 23일까지 브라질 브라질리아에서 '물 공유'라는 주제로 개최되었다. 제9회 세계물포럼은 2022년 3월 세네갈 다카르에서 열렸다.

### 기구 운영
운영자금은 주로 회원비를 통해 자금을 조달하며, 주최국인 마르세유 시에서 추가 지원을 제공한다. 특정 프로젝트 및 프로그램은 정부, 국제기구 및 NGO로부터의 기부 및 보조금을 통해 조달하고 있다.

## 같이 보기
- 세계 물 포럼
- 세계 물의 날
- 세계물평가계획
- 한국물포럼